# $6,000計劃

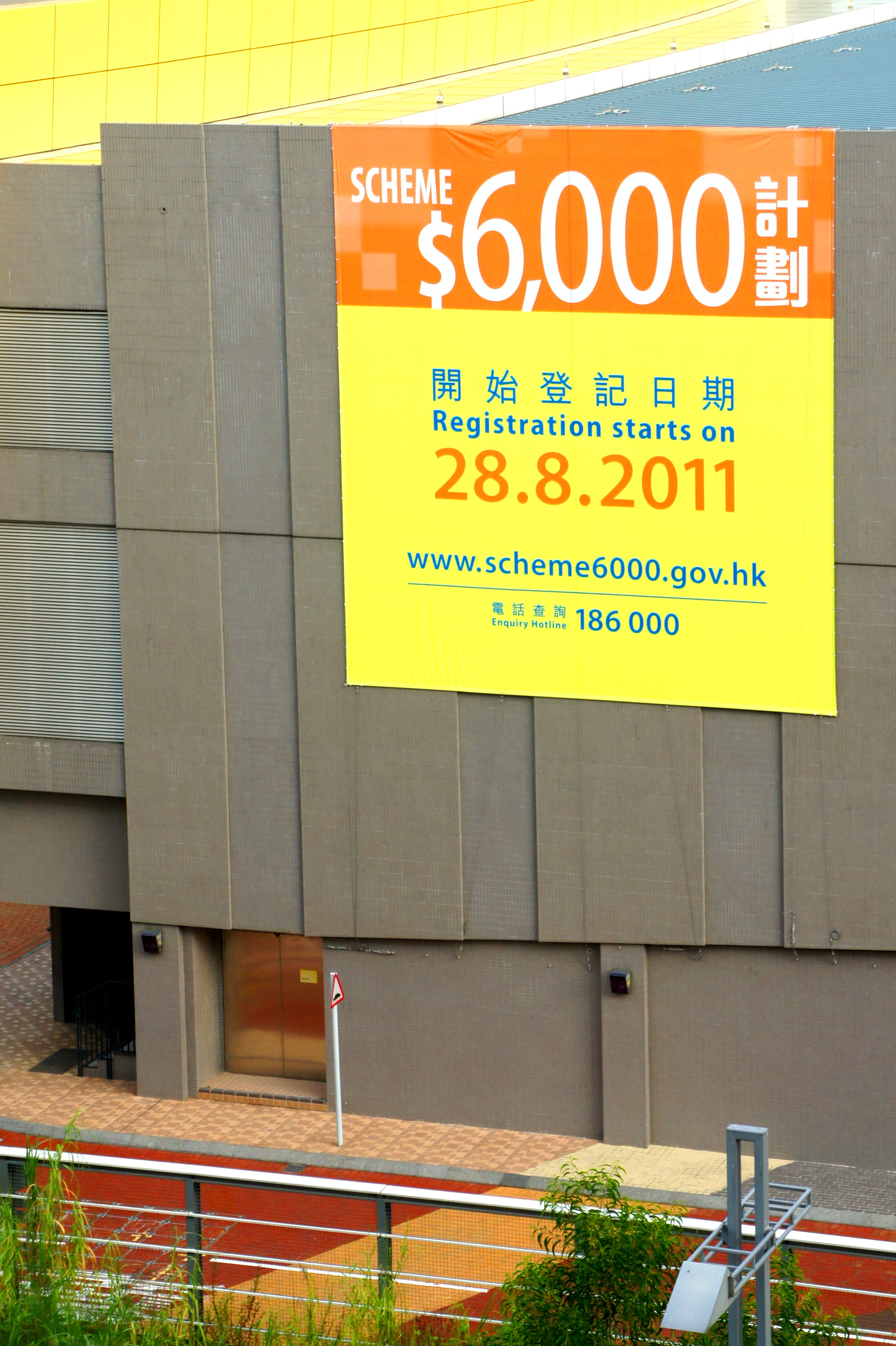
「$6,000 計劃」的戶外宣傳海報

$6,000計劃（英語：Scheme $6,000）是香港政府於2011年向年滿18歲的香港永久性居民一次性發放6,000港元的計劃。

## 背景
香港第四任財政司司長曾俊華於2011年2月23日發表2011年至2012年度財政預算案，當中提出仿照2008年至2009財政年度的其中一項措施，但不設收入上限向所有市民的強積金戶口一次性注入6,000港元，以加強市民退休後的保障，預計耗資240億港元。然而，此項措施遭到不少市民非議，主要是因為市民認為「遠水不能救近火」，以及強積金制度本身存在管理費過高的問題。不少議員，包括親建制派的議員，均要求修改有關計劃，讓市民可以直接得到政府的注資。3月2日，曾俊華宣佈改為向年滿18歲的香港永久性居民一次性發放6,000港元，預計耗資360億港元。這種直接派發現金予市民的計劃，乃香港開埠以來首次，被《明報》批評為「破壞當局一直所奉行的謹慎理財原則」。

## 受惠對象
所有於2012年3月31日年滿18歲並獲得香港永久性居民資格的人士，均合乎資格進行登記。合資格人士如未能於2012年12月31日或之前完成登記，即當作放棄論。最終有612萬市民成功登記，合共派發370億元。

## 登記日期
整個計劃的登記日期由2011年8月28日至2012年12月31日，分為兩個階段。

### 第一階段
第一階段讓2011年8月28日已符合資格進行登記的人士，先行登記收取6,000港元，登記期由8月28日至翌年3月31日。當中在8月28日至11月5日期間，會細分為五段時期，讓不同年齡組別的合資格人士分批登記。

### 第二階段
第二階段讓2011年8月28日已合乎資格進行登記，而未有在第一階段登記的人士，登記收取6,200港元（其中200港元乃延遲登記之獎賞）。另外，8月29日後才合乎資格的人士亦可登記。登記期由2012年4月1日至12月31日。

## 登記程序
合資格人士如有指定銀行的本地個人港元儲蓄或往來帳戶，可經有關銀行進行登記，並由有關帳戶收取轉帳之款項，否則便需要經香港郵政的指定郵政局登記，並須親自到郵政局領取支票。

### 經指定銀行登記
指定銀行包括以下21間香港零售銀行：
| - 中國銀行（香港） # - 交通銀行 # - 東亞銀行 # - 中國建設銀行（亞洲） - 集友銀行 # - 創興銀行 - 花旗銀行 | - 中信銀行（國際） # - 大新銀行 # - 星展銀行（香港） - 富邦銀行（香港） - 恒生銀行 # - 香港上海匯豐銀行 # - 中國工商銀行（亞洲） # | - 豐明銀行 - 南洋商業銀行 # - 大眾銀行（香港） - 上海商業銀行 # - 渣打銀行（香港） # - 華僑永亨銀行 # - 永隆銀行 # |

有「#」之銀行容許合資格人士通過網上理財服務遞交登記表格。
登記步驟如下：
1. 索取登記表格（前往21間零售銀行、民政事務總署各區諮詢服務中心、社會福利署區福利辦事處、房屋委員會轄下各公共屋邨辦事處或房屋委員會客戶服務中心，或在 「$6,000 計劃」官方網站下載）；
2. 填寫登記表格並簽名作實。
3. 遞交登記表格（交往銀行、郵寄或通過網上理財服務遞交表格）。

當局核實登記人士符合資格準則後，會在登記後10個星期內直接通過指定的帳戶收取款項。

### 經香港郵政登記
登記步驟如下：
1. 索取登記表格。
2. 填寫登記表格並簽名作實。
3. 遞交登記表格（交往郵政局的表格收集箱，或郵寄到郵政總局）。

於2011年8月28日星期日（即登記期第一天），郵政局會在早上9時至下午5時開放處理登記事宜。
當局核實登記人士符合資格準則後，會在登記後12個星期內郵寄通知書。登記人士必須親身前往選定的郵政局領取支票，並將親身前往渣打銀行（香港） 任何分行將支票兌現，期間須出示身份證以確認身份或把支票存入任何本地銀行戶口。

## 進度
首批65歲以上已登記長者，於10月26日起（即登記後約8.5星期後）可獲銀行過戶。11月5日分批登記期完結後，已經有約400萬人（即約三分之二的合資格人士）登記。

## 外部連結
- 「$6,000 計劃」官方網站（页面存档备份，存于）